# Patrice Brocas
Pour les articles homonymes, voir Brocas.
Patrice Brocas, né le 29 novembre 1919 à Paris (Seine) et mort le 28 août 1968 à Montauban (Tarn-et-Garonne), est un homme politique français.

## Biographie
Issu d'une famille bourgeoise, Patrice Brocas poursuit ses études à Paris, jusqu'à la licence de droit.
Elève aspirant à l'école de cavalerie de Saumur quand éclate la seconde guerre mondiale, il est, à l'été 1940, dans les chantiers de jeunesse, puis reprend ses études, en droit et en lettres, tout en participant à la résistance.
En 1943, il entre dans la vie active, comme cadre à la SNCF.
Après la guerre, il se réoriente vers la haute administration, réussissant en 1945 le concours d'entrée au Conseil d'Etat. Il est nommé maître des requêtes en 1950 et, l'année suivante, exerce comme commissaire du gouvernement au sein de la commission supérieure de cassation des dommages de guerre.
Parallèlement, il enseigne à l'école nationale d'organisation économique et sociale (1948-1954) et à l'institut d'études politiques de Paris (1949-1954)
Son engagement politique se fait du côté du parti radical. En 1951, il est candidat, en position inéligible (troisième pour trois sièges à pourvoir) sur la liste menée par le vétéran Abel Gardey dans le Gers, et n'est évidemment pas élu.
Il entre cependant au Conseil général du Gers, en étant élu, cette même année, dans le canton de Samatan. Ses compétences techniques lui permettent d'être désigné aussitôt rapporteur général du budget, puis en 1954 de la commission des marchés des PTT et des chemins de fer.
Choisi pour mener la liste radicale aux élections de 1956, et obtient 17 % des voix, ce qui lui permet de décrocher le dernier siège en jeu.
Elu député, il est rapidement désigné vice-président de la commission de l'intérieur, et est particulièrement actif dans son rôle de parlementaire. Favorable à l'ordre, il défend la politique algérienne de Guy Mollet, et propose en février 1958, de renforcer le droit de dissolution de l'assemblée en cas de crise, ainsi que de revenir au scrutin majoritaire.
C'est dans cet esprit qu'il soutient le retour de Charles de Gaulle au pouvoir, en 1958, tout en défendant le bilan de la quatrième république.
En novembre, il se présente aux législatives avec le soutien du parti radical, mais avec un discours de soutien au gaullisme, teinté d'anti-communisme, et favorable à l'Algérie française.
Sans candidat de l'UNR contre lui, il arrive en tête du premier tour, et est élu au second, avec 43 % des voix, à l'occasion d'une quadrangulaire l'opposant à un socialiste, un communiste (le sortant Edmond Castera) et un candidat de droite favorable à l'indépendance de l'Algérie.
D'abord non-inscrits, il participe à la création, en juillet 1959, du groupe de l'Entente démocratique, où se retrouvent la plupart des radicaux, trop peu nombreux pour constituer un groupe autonome, et en devient le vice-président. Un peu plus tard, il est président du groupe parlementaire d'amitié France-Etats Unis.
Cette même année 1959, il est élu maire d'Auch.
A l'assemblée, il est souvent porte-parole des radicaux sur les questions institutionnelles, ce qui va le conduire à s'éloigner de plus en plus du soutien au gouvernement. Il est notamment opposé à la réduction des moyens de contrôle du parlement sur le gouvernement, pourtant centrale dans l'architecture de la nouvelle constitution.
Il en sera de même sur la question des pouvoirs spéciaux demandés par le gouvernement en Algérie, en 1960. Dès novembre 1960, il vote la motion de censure déposée en réponse à l'usage de l'article 49-3 sur le budget.
Il refuse aussi de soutenir l'évolution de la politique algérienne du pouvoir, qui mène à l'indépendance de la colonie, tout comme il dénonce le dos tourné à l'OTAN par de Gaulle ainsi que sa défiance vis-à-vis de la construction européenne.
Prônant en 1961 une illusoire fédération algérienne donnant toute sa place aux pieds-noirs, il bascule dans une opposition quasi-totale au gouvernement dans les mois qui suivent, et plus encore avec l'arrivée de Georges Pompidou à Matignon.
En octobre 1962, il tente de faire annuler les décrets organisant le référendum sur l'élection du président au suffrage universel par un recours, qui n'aboutit pas, devant le Conseil d'Etat.
Candidat à sa réélection en 1962, avec le soutien du parti radical, mais aussi du MRP, il a cette fois contre lui un candidat gaulliste, qui se maintient au second tour. Brocas est battu par le socialiste Paul Vignaux.
Tout en conservant ses mandats locaux de maire (renouvelé en 1965) et de conseiller général (réélu en 1964), il reprend un poste au Conseil d'État.
En désaccord avec l'union du parti radical avec les socialistes au sein de la FGDS, il rallie le Centre démocrate, fondé par Jean Lecanuet, et c'est avec cette étiquette qu'il se présente aux législatives de 1967. Il manque de peu (48,7 % contre 51,3 %) de battre le sortant Vignaux. Il parvient cependant à faire invalider cette élection, mais obtient le même score lors de la partielle organisée en septembre.
Ce dernier échec le conduit à ne pas se présenter aux législatives de 1968.
Il meurt l'été suivant, à l'âge de 48 ans, dans un accident de la route.

## Détail des fonctions et des mandats
Mandats parlementaires
- 2 janvier 1956 - 8 décembre 1958 : Député du Gers
- 30 novembre 1958 - 9 octobre 1962 : Député de la 1re circonscription du Gers